# Lilium lophophorum

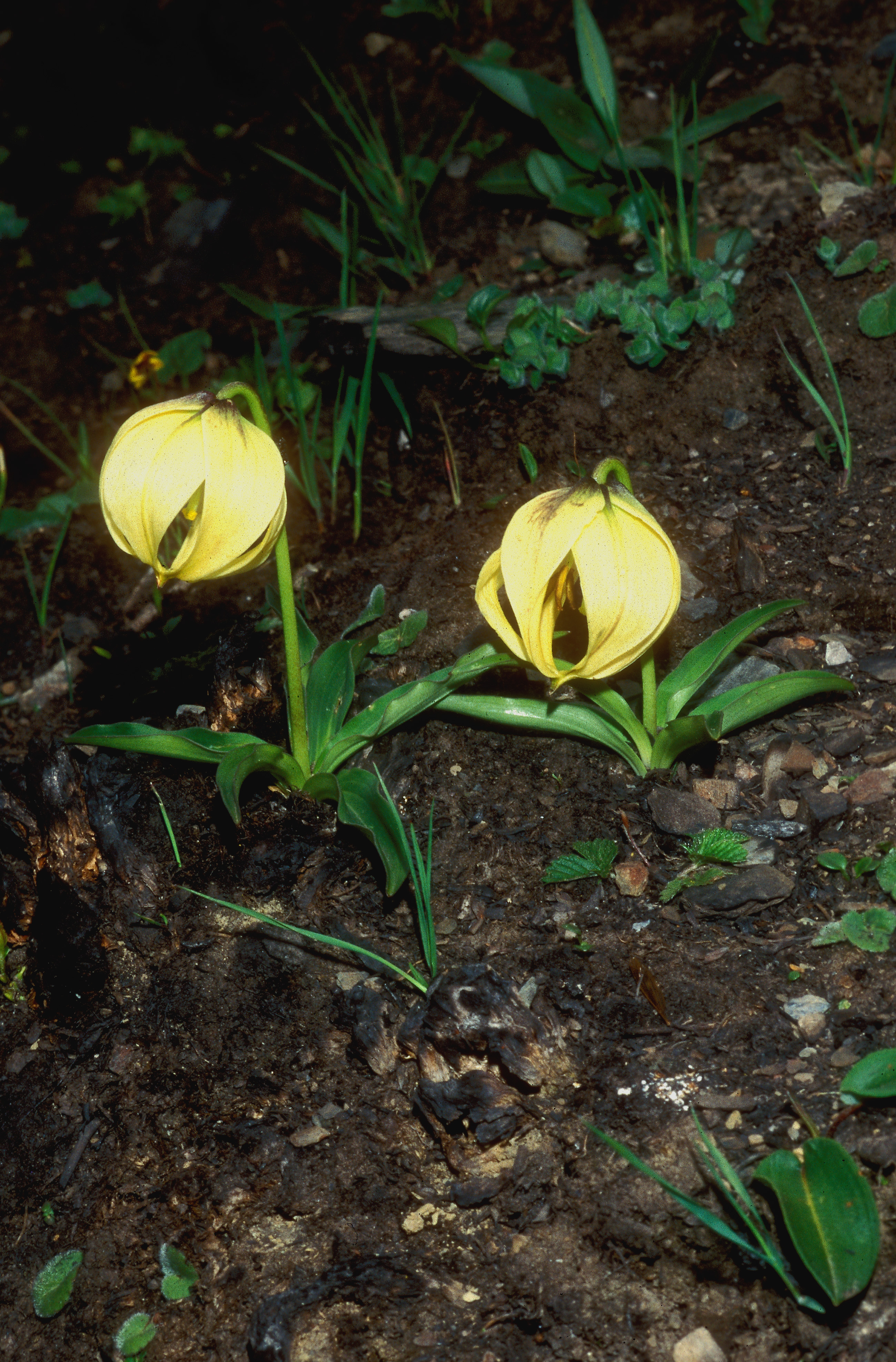
Lilium lophophorum na natureza.

Lilium lophophorum (em chinês:尖被百合|jian bei bai he) é uma espécie de planta com flor, pertencente à família Liliaceae.
A planta é nativa da República Popular da China, com ocorrências nas províncias de Sichuan, Xizang e Yunnan. A floração acontece a uma altitude de 2 500-4 000 metros.